# خاصة حقيقية

الخاصة الحقيقية للنقطة P هي الزاوية f. مركز القطع الناقص هو النقطة C، والبؤرة هى النقطة F.

في الميكانيكا السماوية، الخاصة الحقيقية أو ببساطة الخَاصَّة كما سميت في عصر الحضارة الإسلامية (بالإنجليزية: True anomaly)‏، يشار إليها بـ {\displaystyle \theta }، هي المسافة الزاوية على طول مدار كبلر بين نقطةٍ ما من المدار ونقطة الحضيض. وتقاس بالدرجات.
وعادة ما يشار للخاصة الحقيقية بالحروف اليونانية ν وθ، أو بالحرف اللاتيني f.
كما هو مبين في الصورة، الخاصة الحقيقية f هي إحدى المعلمات الزاوية الثلاثة ("الخواصّ") والتي تحدد الموقع على طول المدار، والعنصران الآخران هما خاصة اختلاف المركز والخاصة المتوسطة. لاحظ أن مدار الساتل P حول الكوكب الذي هو في الموقع F.